# Списак временских зона
Попис временских зона направљен је у складу са UTC.
Регије означене звездицом (*) имају летње рачунање времена, тј. лети додају 1 сат, а са две звездице (**) регије на јужној хемисфери (додају 1 сат током зиме на северној хемисфери).
Напомена: Неке регије имају временску разлику од 24 сата: имају исто доба дана, али разликују се за читав један дан.
Две крајње временске зоне разликују се чак 25 сати, па се током једног сата дневно датум разликује за 2 дана.
Уз неке зоне су дати њихови познатији називи на енглеском (у Северној Америци, Европи, итд).
Уколико је чланак неажуран консултовати мапе временских зона и распрострањеност летњег рачунања времена.

## -12
- Бродови на мору између 172,5° и 180° западне географске дужине
- Мала спољна острва Сједињених Држава
  - Острво Бејкер
  - Острво Хауланд

## -11 (— Берингово стандардно време)
- Америчка Самоа
- Хаваји
  - Северозападна хавајска острва
- Мала спољна острва Сједињених Држава:
  - Острво Џарвис (САД)
  - Гребен Кингмен (САД)
  - Атол Мидвеј (САД)
  - Атол Палмира (САД)
- Нијуе (Нови Зеланд)

## -10 (— Хавајско-алеутско стандардно време)
- Кукова Острва (Нови Зеланд)
- Француска Полинезија (Друштвена Острва укључујући Тахити, Туамоту и Тубуаји)
- Атол Џонстон (САД)
- САД (Хаваји и Алеутска острва, који спадају под Аљаску)*

## -9:30
- Француска Полинезија (Маркезас острва)

## -9 (— Аљаско стандардно време)
- Француска Полинезија (Острва Гамбијер)
- САД (Аљаска* (осим Алеутских острва)

## UTC-8 (PST — Пацифичко стандардно време)
- Канада (Британска Колумбија* (већина), Јукон*, Северозападне територије* (делић око Тунгстена и рудника Кантунг)
- Острво Клипертон (Француска)
- Мексико (крајњи запад - Доња Калифорнија*)
- Острва Питкерн (Уједињено Краљевство)
- САД (Калифорнија*, Ајдахо (северни)*, Невада* (велика већина, сем градића на граници са Ајдахом), Орегон (осим северне 4/5 округа Малхур)*, Вашингтон (савезна држава)*)

## -7 (MST— Планинско стандардно време)
- Канада (Алберта*, Британска Колумбија (делови на североистоку, без летњег рачунања времена, и југоистоку, углавном са летњем рачунањем времена), Северозападне територије* (осим Тунгстена и рудника Кантунг), Нунавут (регион Китикмеот)*, Саскачеван (Лојдминстер и околина* - изузети од забране на летње рачунање времена у Саскачевану)
- Мексико (западније државе - Јужна Доња Калифорнија*, Чивава*, Најарит*, Синалоа*, Сонора)
- САД (Аризона (народ Навахо живи према летњем рачунању времена, али не и резерват Хопи), Ајдахо (јужни и средишњи)*, Јужна Дакота (западна)*, Канзас* (4 округа на западној граници), Колорадо*, Монтана*, Небраска (западна)*, Невада* (делић), Њу Мексико*, Оклахома (само насеље Кентон на крајњем западу и то незванично)*, Орегон (северне 4/5 округа Малхеур)*, Северна Дакота (југозападна)*, Тексас* (само део око града Ел Пасо), Јута*, Вајоминг*

## -6 (— Централно стандардно време)
- Белизе
- Ускршња острва** (део Чилеа)
- Галапагос (део Еквадора)
- Гватемала
- Хондурас
- Канада (Манитоба*, Нунавут* (средишњи - регион Кивилик без острва Саутемптон), Онтарио (западни)*, Саскачеван (сем подручја око Лојдминстера, подручје око Крајтона има летње рачунање времена))
- Костарика
- Мексико* (средишње и источне државе - све које нису наведене горе, као и Федералног Дистрикта (Мексико Сити))
- Никарагва
- Салвадор
- САД (Алабама*, Арканзас*, Флорида* (западни део „дршке”), Илиноис*, Индијана* (северозападна и југозападна), Ајова*, Јужна Дакота (источна)*, Канзас* (сем 4 западна округа), Кентаки (западни)*, Луизијана*, Минесота*, Мисисипи*, Мисури*, Небраска (источна и средишња)*, Оклахома* (већина, сем Кентона), Северна Дакота* (сем југозападне), Тенеси (средишњи и западни)*, Тексас* (сем града Ел Пасо), Висконсин*)

## -5 (— Источно стандардно време)
- Бахами*
- Еквадор
- Хаити
- Јамајка
- Острво Наваса (САД)
- Канада (Нунавут (источни)*, Онтарио* (централни и источни са Торонтом и Отавом, немају сви летње време), Квебек* (већи део))
- Кајманска острва (УК)
- Колумбија
- Куба*
- Панама
- Перу
- САД (Алабама (само Финикс Сити на источној граници и то незванично), Конектикат*, Делавер*, Округ Колумбија (град Вашингтон)*, Флорида* (већи део), Џорџија*, Индијана* (највећи дио), Кентаки (источни и средишњи)*, Мејн*, Мериленд*, Масачусетс*, Мичиген* (већином), Њу Хемпшир*, Њу Џерзи*, Њујорк*, Северна Каролина*, Охајо*, Пенсилванија*, Роуд Ајланд*, Јужна Каролина*, Тенеси (источни)*, Вермонт*, Вирџинија*, Западна Вирџинија*)
- Теркс и Кејкос* (УК)

## -4:30
- Венецуела (од 9.12.2007. одлуком председника Уга Чавеза; била у UTC-4)

## -4 (— Атлантско стандардно време)
У Карибима познато као ECT — Источно карипско време (енгл. Eastern Caribbean Time)
- Ангвила (УК)
- Антарктик (Антарктичко полуострво**, Чилеанске истраживачке базе, незванично)
- Антигва и Барбуда
- Аргентина (само провинција Сан Луис, од 15.3.2009.)**
- Аруба (Холандија)
- Барбадос
- Бермуди*
- Боливија
- Бразил (западни (летње време у јужнијим државама) - Акре, Амазонас, Мато Гросо**, Мато Гросо до Сул**, Рондонија, Рораима)
- Чиле**
- Девичанска острва (Британска и Америчка)
- Доминика
- Доминиканска Република
- Фолкландска Острва** (УК)
- Гренланд (северозападни, подручје Канак* (летње рачунање времена по америчким правилима)) (Данска)
- Гренада
- Гвадалупе
- Гвајана
- Канада (Лабрадор* (сем југоисточног дела), Њу Брансвик*, Нова Шкотска*, Острво Принца Едварда*, Квебек (источни)*)
- Мартиник (Француска)
- Монтсерат (УК)
- Холандски Антили
- Парагвај**
- Порторико
- Света Луција
- Свети Кристофор и Невис
- Свети Винсент и Гренадини
- Тринидад и Тобаго

## -3:30 (— Њуфаундлендско стандардно време)
- Канада (Њуфаундленд* и југоисточни Лабрадор*)

## -3
- Антарктик (Антарктичко полуострво, већина истраживачких база, осим чилеанских, незванично)
- Аргентина (осим провинције Сан Луис; Аргентина је укинула летње време од 2009, осим у поменутој провинцији)
- Бахами*
- Бразил (званично, бразилијско, време - исток Бразила (летње време имају јужније државе): Алагоас, Амапа, Баија, Сеара, Савезни дистрикт Бразила**, Еспирито Санто**, Гојас**, Марањао, Минас Жераис**, Пара (цела, од 24.6.2008.), Параиба, Парана**, Пернамбуко, Пјауи, Рио де Жанеиро**, Рио Гранде до Норте, Рио Гранде до Сул**, Санта Катарина**, Сао Пауло**, Сержипе, Токантинс)
- Француска Гвајана
- Гренланд (Готхоб, јужна и југозападна обала)* (летње рачунање времена по европским правилима) (Данска)
- Суринам
- Сен Пјер и Микелон* (Француска)
- Уругвај**

## UTC-2 (Средњи Атлантик)
- Бразил (острва у Атлантском океану: Фернандо де Нороња, Триндаде и Мартим Ваз и остала)
- Јужна Џорџија и Јужна Сендвичка острва (УК)

## -1
- Гренланд (Итокортормит и околина)* (Данска)
- Азорска острва* (део Португала)
- Зеленортска Острва

## -Универзално координисано време
Зона позната и као WЕТ - West European Time или GMT - Greenwich Mean Time (нарочито у Великој Британији)
- Обала Слоноваче
- Буркина Фасо
- Гамбија
- Гана
- Гренланд (Данска, метеоролошка-станица Данмарксхавн и околина (Туну))
- Гвинеја
- Гвинеја Бисао
- Ирска*
- Исланд
- Каналска острва (Гернзи, Џерзи) (УК)*
- Либерија
- Мали
- Мароко
- Мауританија
- Фарска Острва* (Данска)
- Острво Мен* (УК)
- Португал* (сем Азора)
- Сенегал
- Сијера Леоне
- Света Јелена (УК)
- Сао Томе и Принципе
- Канарска острва* (део Шпаније)
- Того
- Уједињено Краљевство*
- Западна Сахара (непризната)

## +1 (— Централноевропско време)
- Албанија*
- Алжир
- Андора*
- Ангола
- Аустрија*
- Белгија*
- Бенин
- Босна и Херцеговина*
- Острво Буве (Норвешка, ненасељено)
- Црна Гора*
- Чад
- Чешка*
- Данска*
- Екваторијална Гвинеја
- Француска*
- Габон
- Гибралтар* (Уједињено Краљевство)
- Хрватска*
- Холандија*
- Италија*
- Камерун
- ДР Конго (западни - провинције Киншаса, Бандунду, Бас-Заир, Екватор)
- Конго
- Лихтенштајн*
- Луксембург*
- Мађарска*
- Македонија*
- Малта*
- Монако*
- Нигер
- Нигерија
- Холандија*
- Норвешка*
- Немачка*
- Пољска*
- Сан Марино*
- Словачка*
- Словенија*
- Србија*
- Централноафричка Република
- Свалбард и Јан Мајен* (Норвешка)
- Шпанија* (без Канара)
- Шведска*
- Швајцарска*
- Тунис
- Ватикан*

У овој временској зони живи око 650 милиона људи, не рачунајући половину ДР Конга (цела земља око 67 милиона становника).

## +2 (— Источноевропско време)
- Оландска Острва (Финска)
- Белорусија*
- Боцвана
- Бугарска*
- Бурунди
- Кипар*
- Акротири и Декелија* (Уједињено Краљевство)
- Египат
- Естонија*
- Финска*
- Грчка*
- Израел*
- Јордан*
- Јужноафричка Република
- ДР Конго (источни - провинције Западни Кајаи, Источни Касаи, Хаут-Заир, Катанга)
- Лесото
- Летонија*
- Либан*
- Либија
- Литванија*
- Малави
- Молдавија*
- Мозамбик
- Намибија** (сопствена ДСТ правила)
- Палестина - Појас Газе* и Западна обала*
- Руанда
- Румунија*
- Сирија*
- Свазиленд
- Турска*
- Украјина*
- Замбија
- Зимбабве

## +3
- Бахреин
- Џибути
- Еритреја
- Етиопија
- Ирак
- Јемен
- Катар
- Кенија
- Комори
- Кувајт
- Мадагаскар
- Мајот
- Расејана острва у Индијском океану (Басас да Индија, Острво Европа, Хуан де Нова) (Француска)
- Русија (Калињинградска област)
- Саудијска Арабија
- Сомалија
- Судан
- Танзанија
- Уганда

## +3:30
- Иран

## +4
- Јерменија*
- Азербејџан*
- Грузија* (2004-05 била у UTC+3)
- Јужна Осетија - делимично призната
- Абхазија - делимично призната
- Маурицијус**
- Оман
- Реинион
- Русија (Московска зона — Санкт Петербург и већи део европске Русије; ова временска зона важи и за возове у већем делу Русије; овој зони од 28.3.2010. припадају и Удмуртија те Самарска област, раније у UTC+4)
- Сејшели
- Расејана острва у Индијском океану (Острва Глориозо и Тромелин) (Француска)
- Уједињени Арапски Емирати

## +4:30
- Авганистан

## +5
- Француске јужне и антарктичке земље (острва Свети Павле и Амстердам, Крозе и Кергелен
- Острво Херд и острва Макдоналд (Аустралија)
- Казахстан (западни — Актобе, Атирау, Мангистау, Западни Казахстан)
- Малдиви
- Пакистан
- Таџикистан
- Туркменистан
- Узбекистан

## UTC+5:30 (IST — Индијско стандардно време)
- Индија
- Шри Ланка

## +5:45
- Непал

## +6
- Бангладеш (увели летње време 20.6.2009. у 23h)
- Бутан
- Британска територија Индијског океана (укључујући Архипелаг Чагос и Дијего Гарсија)
- Казахстан (источни — Алмати, Астана или Акмолинска област, Источни Казахстан, Караганда, Кустанајска област, Северни Казахстан, Павлодар, Јужни Казахстан, Жамбил)
- Киргистан (од 2005. из UTC+5, укинуто и летње време)
- Русија (Јекатеринбуршка зона — области Свердловска, Чељабинска, Курганска, Оренбуршка и Тјумењска, Пермски крај и република Башкортостан)

## +6:30
- Кокосова Острва (Аустралија)
- Мјанмар

## +7
- Божићно Острво (Аустралија)
- Индонезија (западна - Џакарта, острва Јава, Суматра и западни и централни Калимантан)
- Камбоџа
- Лаос
- Монголија (крајњи запад — провинције Ковд, Увс и Баyан-Олги)
- Русија (Омска или Новосибирска зона — области Новосибирска, Омска и Томска те Алтајски крај и Алтајска република; од 28.3.2010. и Кемеровска област)
- Тајланд
- Вијетнам

## +8 (— Аустралијско западно време)
- Аустралија (Западна Аустралија** - велика већина државе; на референдуму 19.5.2009. одлучено да се неће наставити са летњим рачунањем времена)
- Брунеј
- Филипини (у граду Давао је 10 минута мање!)
- Индонезија (средишња - Источни и Јужни Калимантан, Сулавеси (Целебес) и Мала Сундска острва)
- Кина осим Хонг Конга и Макаа
- Хонг Конг (Кина)
- Макао (Кина)
- Малезија (од 1982, као и државе на Борнеу)
- Монголија (велика већина земље, осим западног краја)
- Русија (Краснојарска зона — Краснојарска покрајина, републике Тува и Хакасија, од 27.3.2011. и Иркутска област)
- Сингапур (до 1982. у UTC+7, као и Малезија)
- Тајван („Република Кина”)

Напомена: Цела Кина спада у исту временску зону, која је зато огромна. На крајњем западу Кине сунце је у зениту у 15:00 сати, а на крајњем истоку у 11:00 сати. На граници са Авганистаном временска разлика је 3 сата и 30 минута. Зато се у провинцијама Тибет и Синкјанг све ради два сата касније, радно време се завршава у 19:00. Ове две провинције су пре 1949. биле у зони UTC+6.

## +8:45
- Аустралија (Регија у југоисточном делу Западне Аустралије Кајгуна-Еукла**)

## +9
- Индонезија (источна - Молучка острва и индонежански део отока Папуа)
- Источни Тимор
- Јапан (JST — Јапанско стандардно време)
- Јужна Кореја (KST - Корејско стандардно време)
- Северна Кореја
- Палау
- Русија (7. зона*, Република Бурјатија)

## +9:30 (— Аустралијско централно стандардно време)
- Аустралија (Брокен Хил**; Северна територија; Јужна Аустралија**)

## +10 (— Аустралијско источно стандардно време)
Ову зону САД службено зову Chamorro Standard Time.
- Аустралија (Аустралијска престоничка територија**, Нови Јужни Велс** (осим Брокен Хил, који је у UTC+9:30), Квинсленд, Викторија**, Тасманија**)
- Гвам (САД)
- Микронезија (Јап и Чук)
- Папуа Нова Гвинеја
- Русија (Јакутска зона — западна Јакутија, области Читинска и Амурска и Агинскобурјатски аутономни округ, Забајкалски крај)
- Северна Маријанска Острва (САД)

## +10:30
- Аустралија Острво Лорд Хау**)(Летње рачунање времена само 0:30)

## +11
- Микронезија (Косрај и Понпеј)
- Нова Каледонија (Француска)
- Русија (Владивосточка зона — крајеви Приморски и Хабаровски, централни део Јакутије, област Сахалинска (без Курилских отока) и Јеврејска аутономна област)
- Соломонова Острва
- Вануату

## +11:30
- Острво Норфок (Аустралија)

## +12
- Антарктик (истраживачке станице МекМурдо и Поларна станица Амундсен-Скот, те Росова територија, незванично)** (Данска)
- Фиџи**
- Кирибас (Гилбертова Острва)
- Маршалова Острва
- Науру
- Нови Зеланд (Аотеароа)** (Летње рачунање времена последња недеља септембра - прва недеља априла)
- Русија (Магаданска зона — Магаданска област, источни део Републике Саха (Јакутија) и Курилска острва (иначе део Сахалинске области); од 28.3.2010. и Камчатски крај и Чукотка)
- Тувалу
- Острво Вејк (САД)
- Валис и Футуна (Француска)

## +12:45
- Нови Зеланд (Аотеароа) (Чатамска острва** - Летње време од последње недеље у септембру до прве недеље у априлу)

## +13
- Кирибас (Острво Феникс - некада у UTC-11, док нису прескочили 1. јануар 1995.)
- Тонга
- Самоа** (од 31.12.2011, када су прешли из UTC-11, прескочивши цео 30.12.).

## +14
- Кирибас (Линијска острва - некада у UTC-10, док нису прескочили 1. јануар 1995.)
- Токелау (Нови Зеланд) (од 31.12.2011, када су прешли из UTC-10, слично као Самоа).